# Kaevere
Koordinaten: 58° 51′ N, 23° 35′ O
Kaevere (deutsch Kaewere) ist ein Dorf (estnisch küla) in der Stadtgemeinde Haapsalu (bis 2017: Landgemeinde Ridala) im Kreis Lääne in Estland.
Der Ort hat 19 Einwohner (Stand 31. Dezember 2011).